# Mythimna albipuncta
Mythimna albipuncta là một loài bướm đêm thuộc họ Noctuidae. Loài này phân bố khắp châu Âu.
Sải cánh dài 30 đến 35 mm. Cánh trước dài 14 đến 17 mm. Loài này chủ yếu xuất hiện vào tháng 8 và tháng 9, dù có ghi nhận từ tháng 6 đến tháng 10. . Ấu trùng ăn nhiều loại cỏ.
1. ^  The flight season refers to the British Isles. This may vary in other parts of the range.

## Hình ảnh

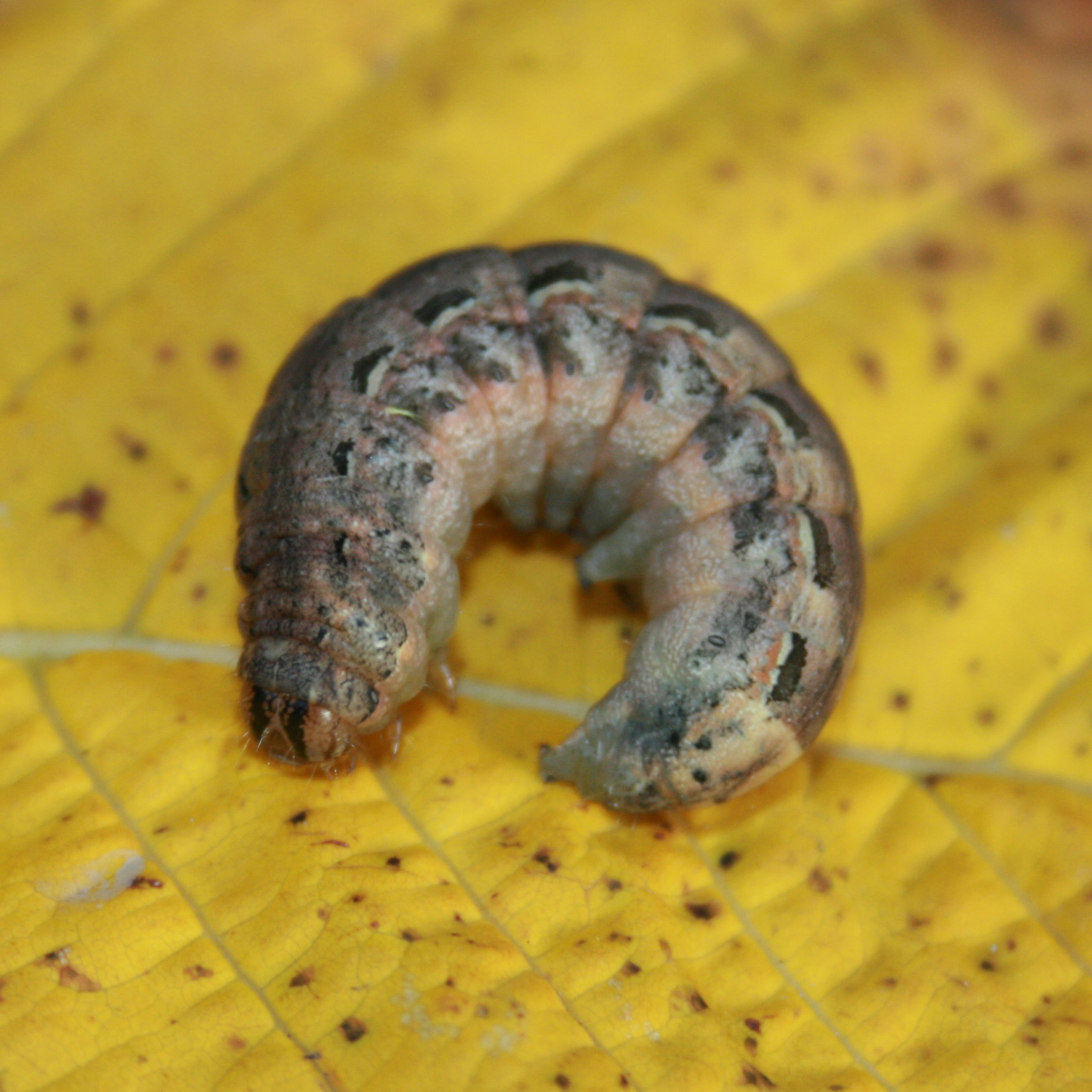
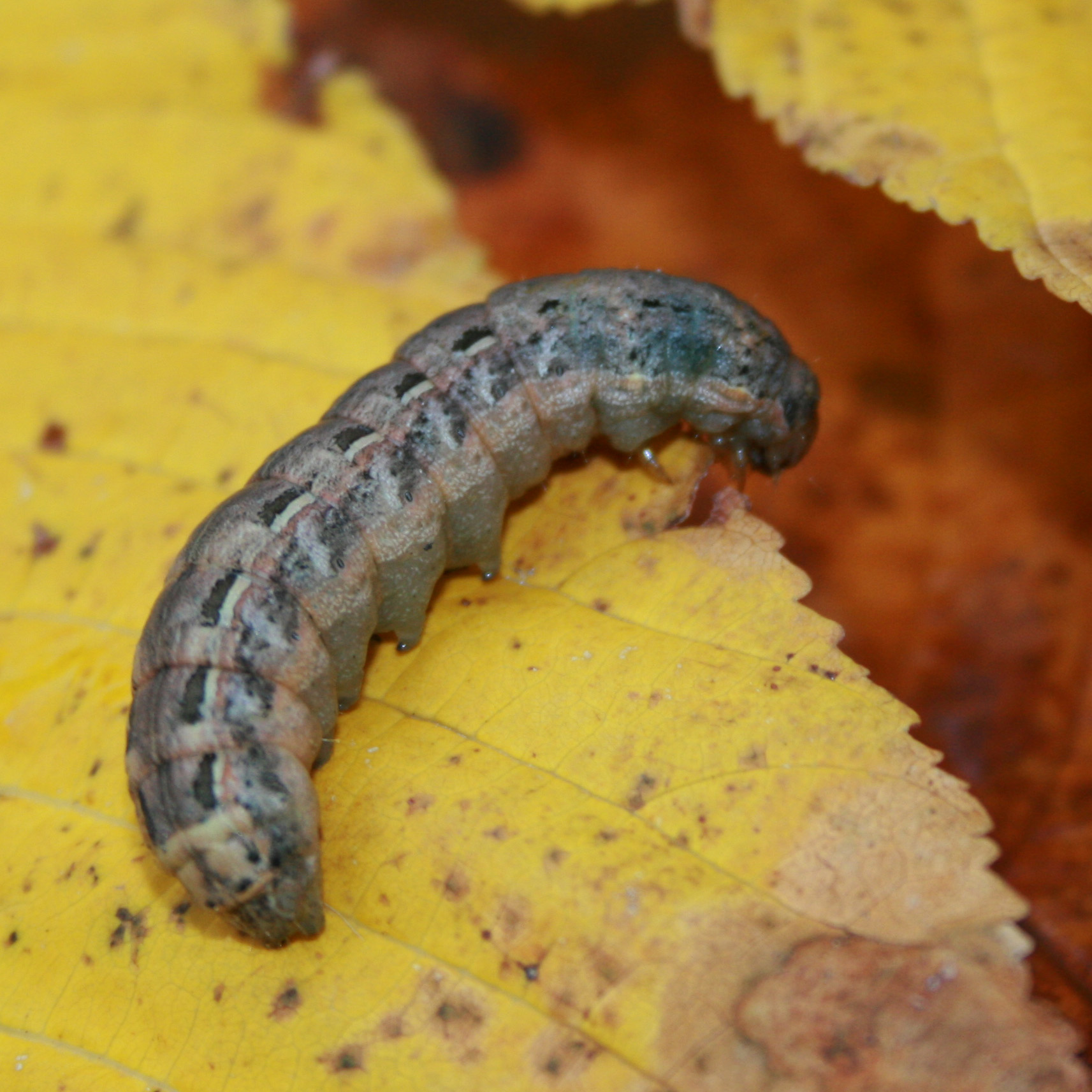
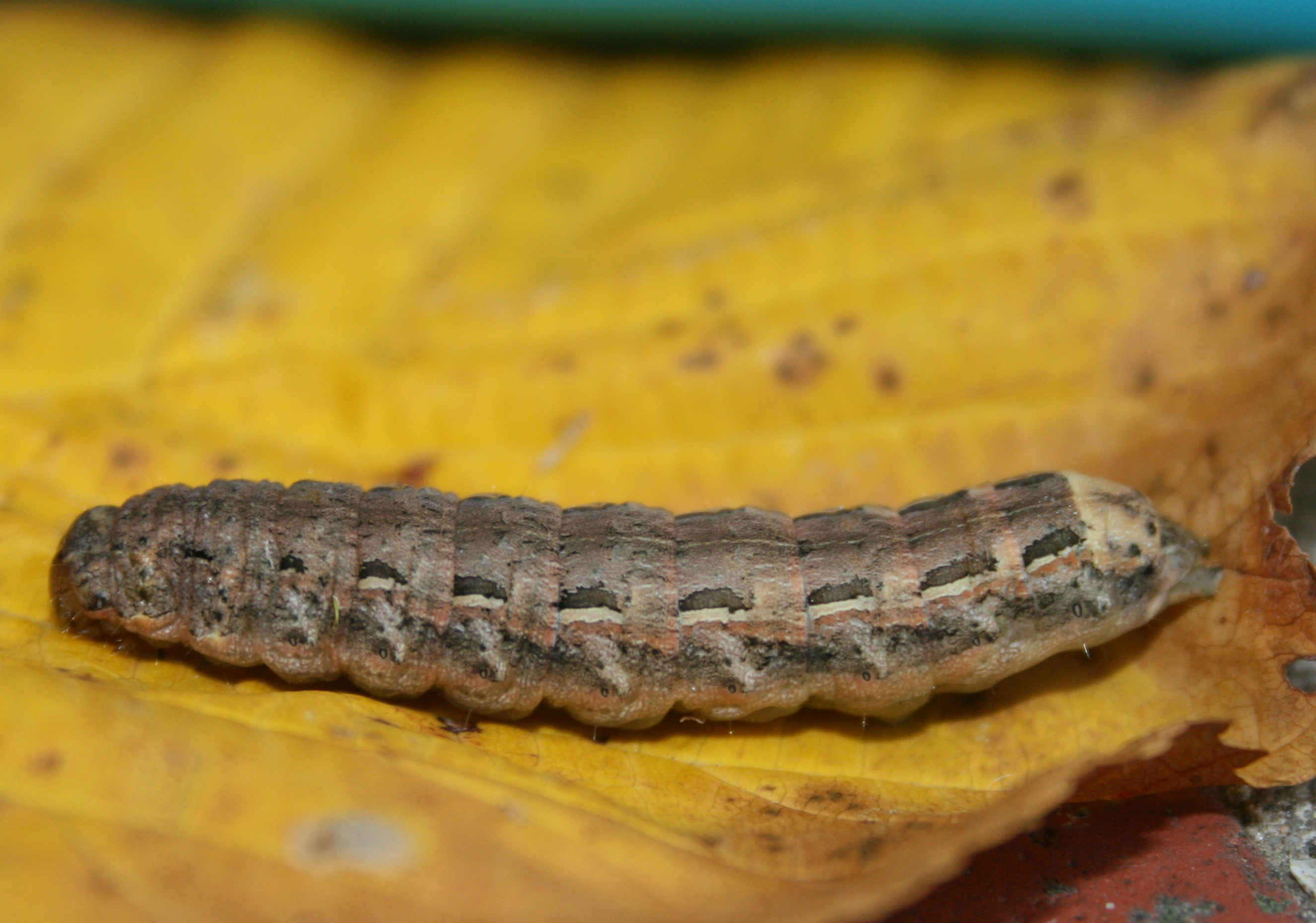
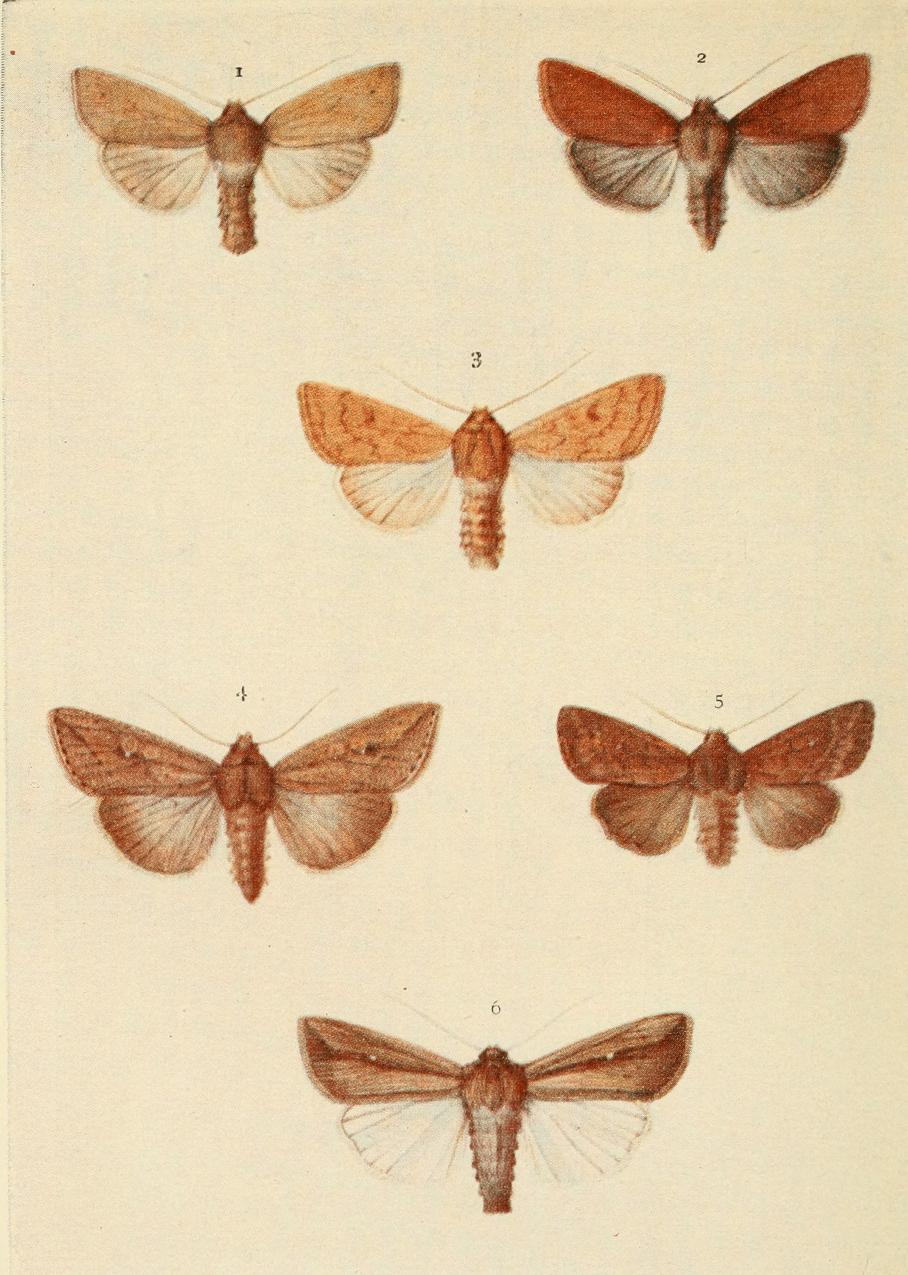